# Twicklova vila
Twicklova vila se nahaja na Ribniški ulici 12 v Mariboru. Zgradil jo je baron Twickel v prvi polovici 19. stoletja iz nekdanjega kompleksa poslopij bivše grajske pristave. Stavba ima arkadno teraso oziroma balkon na zahodni in prizidek z mansardno streho na južni strani. Fasade so členjene s preprostimi okenskimi obrobami in reliefno izstopajočimi polji. Na južni fasadi je polkrožno zaključen kamnit portal, nad njim pa grb v baročni kartuši. Okenske mreže v pritličju so kovaški izdelek. Iz pritličja vodi v nadstropje leseno stopnišče z modeliranimi stebrički v ograji.
Vila je spomeniško zaščitena. Danes je v njej devet stanovanj in en poslovni prostor.